# Kenšin Uesugi
Kenšin Uesugi (japonsky 上杉 謙信 – Uesugi Kenšin, 18. února 1530 – 19. května 1578) byl daimjó, který vládl v japonské provincii Ečigo v období Sengoku. Byl jedním z mnohých mocných pánů období Sengoku. Je proslavený pro svoji obratnost na bojišti, legendární rivalitu se Šingenem Takedou, své vojenské zkušenosti, strategii a víru v boha války Bišamontena. Ve skutečnosti mnoho z jeho následovníků (ale i jiných) věřilo, že je avatárem (převtělením) Bišamontena a říkali mu „bůh války“.

## Jméno
Jeho původní jméno bylo Kagetora Nagao. Změnil si ho na Masatora Uesugi, kdy zdědil rodinné jméno, aby přijal oficiální titul Kantó Kanrei (関東管領). Později si opět změnil jméno na Terutora Uesugi na počest šóguna Jošiterua Ašikagy a nakonec si změnil jméno na Kenšin (上杉 謙信), když se stal buddhistickým mnichem; zejména se stal proslulým jako vyznavač Bišamontena.
Kenšin si vysloužil přezdívku "Drak z Ečiga" pro jeho obávané dovednosti v bojových uměních, které ukázal na bitevním poli. Jeho soupeř Šingen Takeda byl nazýván "Tygr z Kai". V některých verzích čínské mytologie (Šingen a Kenšin byli oba vždy zaujatí čínskou kulturou, zejména díly Sun-c') byli Drak a Tygr vždy nesmiřitelní soupeři, kteří se snažili porazit jeden druhého, ale ani jeden z nich nebyl schopen získat převahu.

## Život

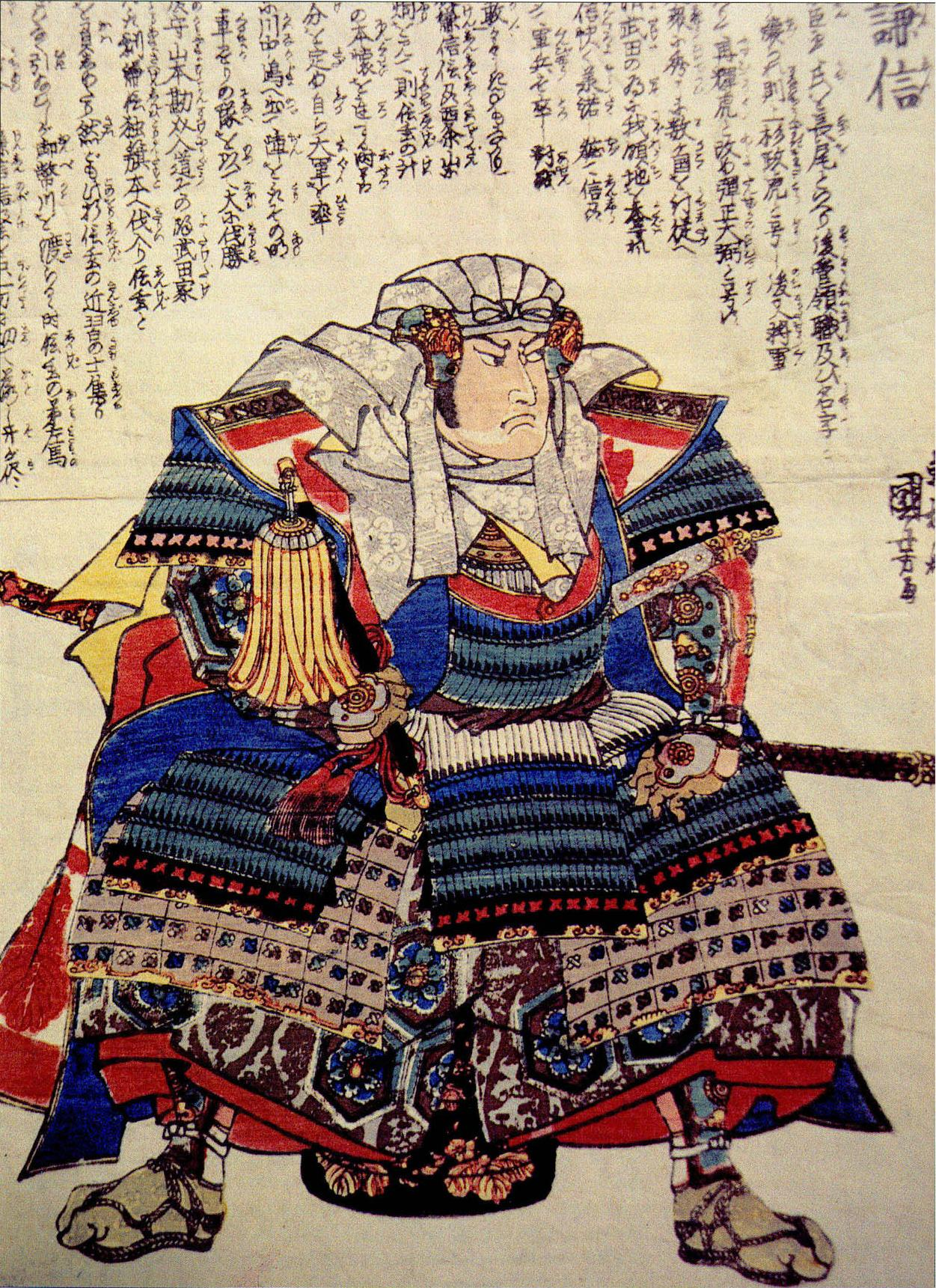
Kenšin Uesugi podle umělce Kunijoši Utagawy

Narodil se jako čtvrtý syn známého bojovníka Tamekageho Nagaa (長尾為景) a jeho dětství představuje jedinečný příběh. Jeho otec získal slávu jako bojovník díky svým vítězstvím nad Sadanorim Uesugim a Funajošim Uesugim. V pozdějších letech Tamekage získal převahu proti jeho sousedním Ikkó-ikki z Hokuriku, ale jak se politická moc v regionu začala posouvat ve prospěch Ikkó (převážně v důsledku náhlého vzestupu Hongandži), situace v Ečigu se rychle zhoršovala. Vyvrcholení přišlo v roce 1536, kdy Kenšinův otec shromáždil vojsko a vyrazil na západ s nejistým cílem. Po jeho příchodu k Sendanno v Eččú byly jeho síly náhle napadeny Kazujorim Enamim a výsledkem bitvy bylo, že byl zabit i Tamekage a jeho armáda se dala na útěk.
Dopad na Ečigo byl okamžitý. Harukage Nagao, nejstarší Tamekageho syn, se ihned snažil získat kontrolu nad Nagaem, a prokázat svůj nárok na moc, což vyústilo ve smrt jednoho z jeho bratrů, Kagejasua. Kagetora (Kenšin) byl z konfliktu vynechán a byl umístěn do kláštera Rizen, kde strávil svůj život mezi 7 až 14 rokem a věnoval se studiu.

### Touha po moci
Ve věku 14 let byl Kenšin náhle osloven Sadamicuem Usamim a řadou dalších známých svého zesnulého otce. Naléhali na mladého Nagaova syna, aby přišel do Ečiga a bojoval se svým starším bratrem o moc. Zdá se, že Harukage nebyl nejefektivnějším a inspirujícím vůdcem a jeho neschopnost řídit silné kokudžin rodiny vyústila v situaci, kdy hrozilo, že provincie bude rozdrobena na kusy.
Jak vypráví příběh, Kenšin se nejprve zdráhal vyrazit proti svému vlastnímu bratrovi, ale nakonec byl přesvědčen, že je to nutné k přežití Ečiga. V sérií setkání, které vedl on sám a Sadamicu Usami, se Kenšinovi podařilo v roce 1547 převzít z rukou Harukagea kontrolu nad klanem. Další osud Harukagea je nejasný, některé zdroje tvrdí, že mu bylo dovoleno žít, jiné, že byl nucen spáchat sebevraždu.

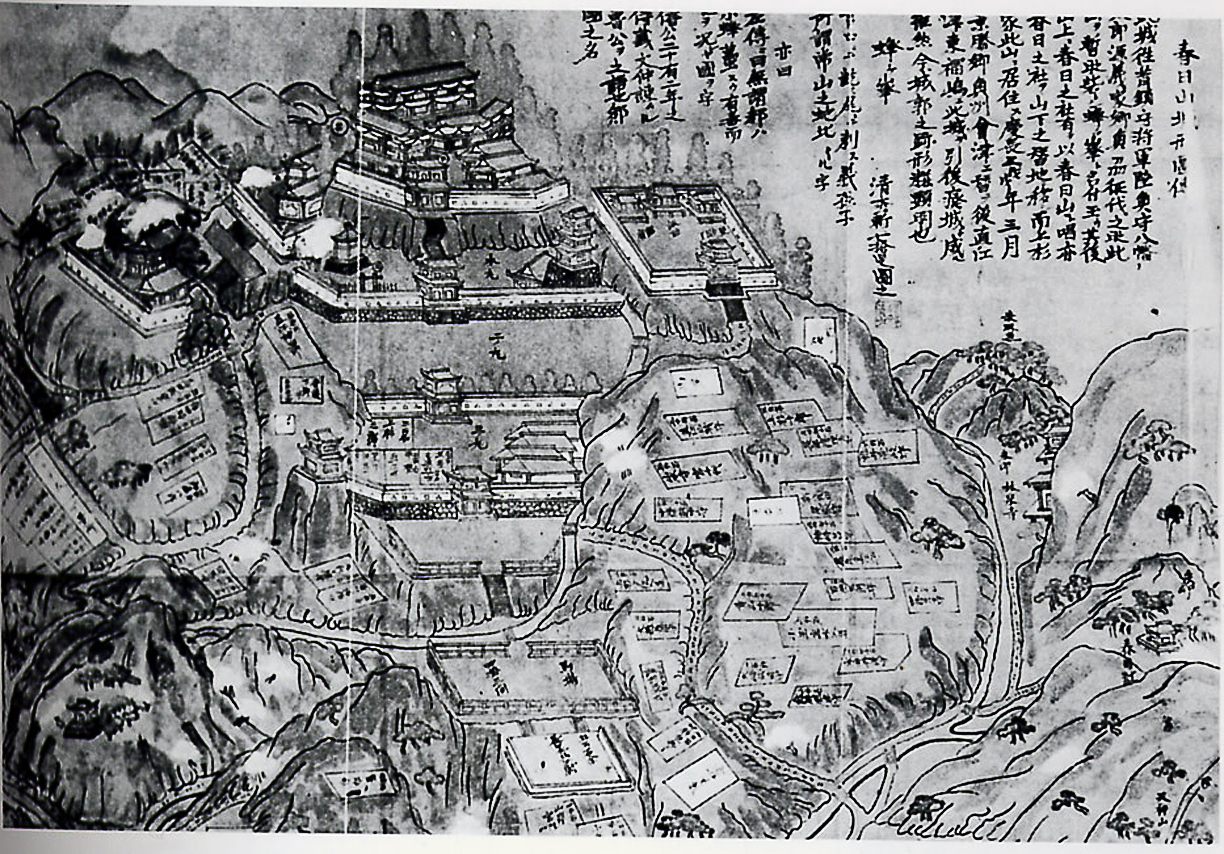
Hrad Kasugajama

### Počátek vlády
Ačkoli jeho vedení klanu Nagao bylo nyní nepopiratelné, velká část Ečiga byla stále nezávislá na vládě mladého pána. Kenšin začal okamžitě upevňovat svou moc v regionu, ale toto úsilí bylo stále ještě pouze v počátečních fázích, když se objevily mnohem naléhavější starosti. Nagatoki Ogasawara a Jošikijo Murakami, dva pánové z provincie Šinano, se objevili před Kešinem a požádali ho o pomoc při zastavení postupu silného bojovníka Šingena Takedy. Přibližně v té době, kdy se Kenšin stal novým pánem Ečiga, získával Šingen velká vítězství v privincii Šinano. Dobývání území klanem Takeda v bezprostřední blízkosti hranic Ečiga dovedlo Kenšina k tomu, že souhlasil a postavil se jim na bitevním poli.

### Uesugi a Takeda
To, co následovalo, bylo začátkem rivality, která se stala legendou. První konflikt mezi těmito dvěma (oba byli velmi opatrní) se omezil pouze na nerozhodné potyčky. Během let bylo nakonec celkem pět takových setkání na slavném místě Kawanakadžima, a pouze čtvrté setkání bylo vážné, v totální bitvě mezi těmito dvěma vojevůdci.
V roce 1561 Kenšin a Šingen vybojovali svou největší bitvu, čtvrtou bitvu u Kawanakadžimy. Kenšin použil geniální taktiku: speciální formace, ve kterých se vojáci v přední linii vyměnili se svými kamarády v týlu, když vojáci v přední linii byli unavení nebo zranění. Toto umožnilo unaveným vojákům nasbírat síly, dokud vojáci, kteří ještě nebyli v akci, bojovali v přední linii. Bylo to velmi účinné a bylo to příčinou, proč Kenšin téměř porazil Šingena. O této bitvě existuje příběh, jak Kešin útočí na Šingena na koni a seká ho svým mečem. Šingen odráží údery svým válečným železným vějířem tessen. Nicméně Kenšinovi se Šingena nepodařilo zabít. Takedův vazal ho zahnal a Šingen podnikl protiútok. Uesugiho armáda ustoupila a mnoho vojáků se utopilo v nedaleké řece, zatímco jiní byli pobiti Takedovými generály.
Výsledek čtvrté bitvy u Kawanakadžimy je stále nejistý. Mnoho historiků se nedokáže shodnout, kdo byl vítězem této bitvy a zda bitva byla dost přesvědčivá, aby byl za vítěze označen pouze jeden. Kenšin ztratil 3000 vojáků ze své armády, zatímco Šingen ztratil 4000, ale Šingen také ztratil dva ze svých nejdůležitějších generálů, jmenovitě svého rádce Kansukeho Jamamota a mladšího bratra Nobušigeho Takedu.
Přestože Šingen a Kenšin byli soupeři více než čtrnáct let, jsou známí tím, že si vyměnili několikrát dary, nejznámějším je, když Šingen daroval Kenšinovi vzácný meč, který si vysoce cenil. Šingen zemřel v roce 1573 a Kenšin údajně velmi plakal nad ztrátou tak důstojného protivníka a údajně slíbil, že už nikdy nebude útočit na území rodu Takeda. Tyto dvě strany se staly spojenci po 3 letech. Kromě toho došlo k incidentu, když řada dalších daimjóů (včetně klanu Hódžó) bojkotovala dodávky soli do provincie Kai. Kenšin se doslechl o problémech Šingenových problémech s daimjóem z klanu Hódžó, který mu odmítl poslat rýži. Kenšin tajně poslal Takedovi sůl (sůl byla vzácnou komoditou vzhledem k tomu, že byla používána ke konzervaci potravin) a napsal svému nepříteli Šingenovi, že podle jeho názoru se pan Hódžó dopustil nepřátelského aktu. Ačkoli mohl odříznout Šingenovi dodávky a "záchranné lano", Kenšin se rozhodl to neudělat, protože by to bylo nečestné. Jako reakci učinil Kenšin prohlášení: "Války se vyhrávají mečem a kopím a ne rýží a solí." Tímto dal Kenšin vznešený příklad pro všechny časy, tím jak se choval ke svému soupeři Šingenovi. Prohlášení je obecným moderním doporučením obhájců míru, kteří uznávají Kenšinovu pozici, že "míru je třeba dosáhnout rýží a solí, a ne mečem a kopím".

### Okrajové události
Ačkoli jeho soupeření s Šingenem Takedou bylo legendární, Kenšin Uesugi podnikl i jiné výpravy kromě slavných bitev (1553, 1555, 1557, 1561, 1564). V roce 1551 byl Kenšin vyzván, aby poskytl útočiště svému formálnímu pánovi Norimasovi Uesugimu, který byl nucen uprchnout kvůli expanzi klanu Hódžó) do Kantó. Kenšin souhlasil, že mu poskytne útočiště, ale nebyl v té době v pozici vytáhnout proti klanu Hódžó. V roce 1559 si udělal výlet, aby vzdal hold šógunovi v Kjótu a navštívil mnoho náboženských a historických památek v této oblasti. Toto výrazně zvýšilo jeho reputaci a přidalo k jeho obrazu kultivovaného vůdce stejně jako bojovníka. Ve stejném roce byl opět tlačen Norimasem Uesugim k tomu, aby převzal kontrolu nad Kantó od klanu Hódžó, a v roce 1560 se mu to podařilo. Zahájil tažení a byl úspěšný při obsazení několika hradů klanu Hódžó, které mu stály v cestě při jeho pochodu na hrad Odawara v Sagami. Podařilo se mu prolomit obranu a vypálit město, ale samotný hrad zůstal nedobytný a nedostatek zásob ho přinutil k ústupu. V tomto čase navštívil Curugaoka Hačiman-gú a přijal jméno Uesugi.
Jinou hlavní oblastí, o kterou se Kenšin Uesugi zajímal, byla provincie Eččú. Kraj byl osídlen dvěma znepřátelenými klany, Džinbo a Šiina. Kenšin vstoupil na nějakou dobu do sporu jako zprostředkovatel, ale později se postavil na stranu klanu Šiina a převzal klan Džinbo. O několik let později vytáhl do boje proti klanu Šiina (pod záminkou, že se příliš spřátelili s klanem Takeda) a v roce 1575 převzal jejich hlavní hrad. Provincie Eččú se dostala pod jeho vládu.

### Pozdní léta

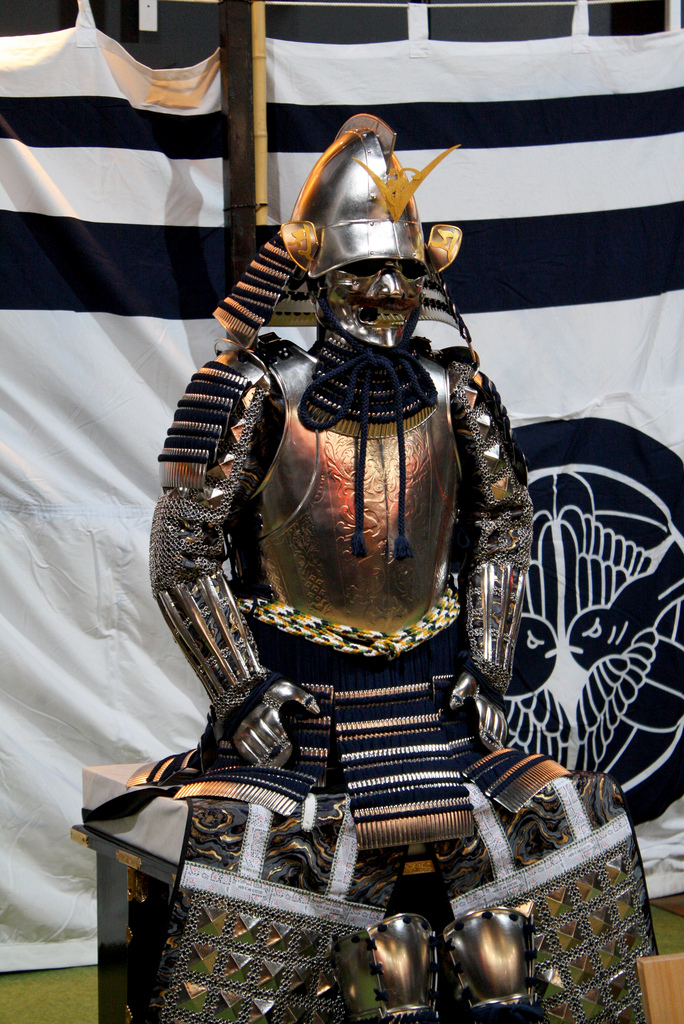
Zbroj Kenšina Uesugiho

Na počátku roku 1576 začal Kenšin zvažovat otázku Nobunagy Ody, který od této doby začal růst na nejsilnějšího vojevůdce Japonska. Od smrti Šingena Takedy a Udžijasua Hódžóa již nebyl Kenšin omezován ve své expanzi. Takže když smrt pana Noto vyvolala zmatek a konflikt, Kenšin rychle využil příležitosti a převzal území od oslabeného klanu, což ho posunulo do pozice ohrožovat Nobunagu a jeho spojence. Jako odpověď shromáždil Nobunaga své síly, dva své nejlepší generály (Kacuie Šibatu (柴田胜家) a Tošiie Maedu (前田利家) a utkal se s Kenšinem u Tedorigawy. Zkušený Kacuie Šibata, který sloužil Nobunaguovi od počátku vlády, byl poslán předem otestovat Kenšinovu slavnou válečnou pověst. Podle několika výpovědí vedl Šibata do bitvy vpředu 18 000 mužů a sám Nobunaga ho následoval s posilou 20 000 mužů. Pokud je tato informace pravdivá, byla by to jedna z největších bitev v období Sengoku.
Kenšin se odmítl zapojit do boje s armádou Nobunagy, dokud nepřišly silné deště, které neutralizovaly Nobunagaovy pěší jednotky. Přinucen rychle ustoupit se Šibata přeskupil ke hlavními silám Nobunagy. Další krok si Kenšin vypůjčil od svého starého soupeře Šingena Takedy; předstíral, že vysílá kupředu malou jednotku napadnout hlavní síly Nobunagy odzadu a dal svému nepříteli velkou výhodu obklíčit jeho zbývající síly. Nobunaga skočil na návnadu. Nobunagovo vojsko zaútočilo v noci, očekávajíce oslabeného soupeře; místo toho Kenšin čekal s plnou silou. I přes ohromující počtet Nobunagových vojsk se Kenšinovi podařilo dosáhnout solidního vítězství. Poté, co ztratil téměř čtvrtinu svého vojska, se Nobunaga stáhl zpět do Provincie Ómi, zatímco Kenšin se spokojil s vybudováním několika pevností v provincii Kaga před návratem do provincie Ečigo. V zimě 1577-1578 Kenšin Uesugi sbíral velkou armádu, aby pokračoval ve svém útoku na území klanu Oda. Avšak podle záznamů byl v té době ve špatném zdravotním stavu a 9. dubna dostal záchvat (snad mrtvici). Zemřel o čtyři dny později.
Jeho poslední báseň byla 「四十九年一睡の夢 一期の栄華一盃の酒」. "Čtyřicet devět let; jeden noční sen. Celoživotní prosperita; šálek saké. " (Těch 49 let mého života uběhlo jako sen jedné noci. Můj život byl plný slávy a prosperity, jako jediný pohár naplněný saké).

## Smrt
Příčina smrti Kenšina zůstávala roky nezodpovězená. Jako každý člověk měl také své neřesti: holdoval alkoholu a byl těžký piják. Během oné zimy 1577 – 1578 Kenšin citelně ztrácel na váze a pociťoval bolest na hrudníku "jako by tam měl železnou kouli". Jídlo, které snědl obvykle vyzvracel a brzy se musel spokojit jen se studenou vodou. Teorie přijímaná většinou japonských vědců spekuluje o rakovině žaludku nebo jícnu. Ona "železná koule" pak byla vlastním nádorem, který přispěl ke konci tohoto velkého bojovníka (rakovina žaludku je dodnes v Japonsku nejčastější příčina úmrtí).
Jiné zdroje si myslí, že byl zavražděn nindžou, vyslaným Nobunagou Odou, který čekal v odpadní jámě na latríně vyzbrojen mečem nebo krátkým kopím (tyto teorie se vzájemně nevylučují – vrah, pokud existoval, mohl smrtelně zranit už mrtvého muže). Pravda o Kenšinově zdraví byla držena v naprosté tajnosti, aby se o ní nedozvěděl Nobunaga Oda. Náhlá příhoda na toaletě, ale jeho blízké nějak nepřekvapila. Pokud tomu tak skutečně bylo, dokázal najatý nindža, aniž by to tušil, provést dokonalou vraždu. Říká se, že poté, co se Nobunaga Oda dozvěděl o Kenšinově smrti, prohlásil: "Teď je už říše moje."

## Po smrti
Smrt Kenšina byla pro klan Uesugi katastrofou. Nikdy neměl žádné syny, ale adoptoval dva chlapce za své dědice. Ti po jeho smrti okamžitě vstoupili do boje o moc, který skončil, když se Kagekacu Uesugi stal novým vůdcem klanu. Avšak vnitřní boj stál spoustu času a energie a Nobunaga Oda neměl problém rychle převzít většinu jejich území až po hranice Ečiga.

## Filmové zpracování
- Roku 1990, japonský film "Nebe a Země" (Původním názvem Ten to či to) se zaměřoval na rivalitu mezi Uesugi Kenšinem a Takeda Šingenem. Film se zaměřoval převážně na Kenshinův charakter a byl oceněn za výborně zpracované válečné scény z tohoto období. Film zároveň drží světový rekord za nejvíce osedlaných koní v jedné scéně (800 nasedlaných koní během bitvy). Režie –  Haruki Kadokawa

- V roce 2007 byl stvořen Taiga drama, Fuurin Kazan. V roli Kenshina zde je japonský zpěvák, herec aj. Gackt. Vypráví příběh Uesugi Kenšina, i když hlavní důraz je kladen na Naoe Kanetsugu a později adoptivního syna.

- Tento historický charakter je často vyobrazován i ve videohrách, například:Pokémon Conquest (Illusio se svým partnerem Gallade a Mewtwo), Kessen III  (jako volitelný nepřítel Nobunagy)

- Je též  často zobrazován i v jiných "druzích" kultury. Je hlavní postavou mangy Uesugi Kenshin. V manze a anime Sengoku Rance je veden jako střídavě ženský charakter. Také v akčním dramatu Sengoku Basara jej hraje žena, (Mayuko Arisue) a propůjčuje mu hlas i vzhled během celé série.